# Daniel Radcliffe
Daniel Jacob Radcliffe (Hammersmith, Londres, 23 de julho de 1989) é um ator britânico, conhecido internacionalmente por interpretar o personagem-título na série de filmes da saga Harry Potter escrita por J. K. Rowling. Fez sua primeira atuação profissional aos dez anos de idade no telefilme David Copperfield (1999) da BBC, seguido por sua primeira aparição no cinema pelo filme O Alfaiate do Panamá (2001). Aos onze anos, atuou no primeiro filme da saga Harry Potter. Por seu trabalho na série, conquistou diversos prêmios e faturou mais de 54 milhões de libras esterlinas.
Radcliffe começou a ampliar sua carreira como ator em 2007, quando atuou na peça de teatro Equus e na reapresentação do musical da Broadway How to Succeed in Business Without Really Trying, em 2011. Seus créditos na Broadway incluem a peça The Cripple of Inishmaan de Martin McDonagh e o musical Merrily We Roll Along, pelo qual venceu seu primeiro Tony Award. No cinema, seus projetos mais recentes fora do mundo de Harry Potter incluem a refilmagem da adaptação do livro homônimo de Susan Hill, A Mulher de Preto (2012), Versos de um Crime (2013), onde interpretou o poeta beat Allen Ginsberg, o filme de ficção Victor Frankenstein (2015), baseado nas adaptações contemporâneas do romance Frankenstein ou o Moderno Prometeu, a comédia dramática Um Cadáver Para Sobreviver, o filme de assalto Truque de Mestre 2: O Segundo Ato e o telefilme Weird: The Al Yankovic Story, pelo qual recebeu sua primeira indicação ao Emmy.
Ele contribuiu para muitas instituições de caridade, incluindo a Demelza Hospice Care for Children e a The Trevor Project, que tem o objetivo de informar e prevenir o suicídio entre jovens LGBT, rendendo-lhe um Hero Award em 2011. Radcliffe apoia diversas instituições e causas, como a prevenção e cura de AIDS e câncer, o bullying infantil, os direitos humanos e muitas outras. Em 2015, o ator foi honrado com uma estrela na Calçada da Fama de Hollywood.

## Primeiros anos
Radcliffe nasceu em Hammersmith, Londres, Inglaterra. É o único filho de Marcia Jeannine Gresham (nascida Jacobson) e Alan George Radcliffe. Sua mãe é judia, nasceu na África do Sul e foi criada em Westcliff-on-Sea, Essex. Seu pai foi criado em Banbridge, no Condado de Down, Irlanda do Norte, em uma família Protestante "muito ativa". Os avós maternos de Radcliffe eram imigrantes judeus da Polônia e da Rússia. Ambos os pais de Daniel também atuaram quando crianças. Seu pai é um agente literário, enquanto sua mãe é uma agente de atores e já esteve envolvida em várias produções da BBC, incluindo The Inspector Lynley Mysteries e Walk Away and I Stumble.
Radcliffe demonstrou seu desejo de atuar pela primeira vez aos cinco anos, e em dezembro de 1999, com dez anos, fez sua estreia como ator na adaptação televisionada de duas partes do romance David Copperfield, de Charles Dickens, interpretando o personagem de mesmo nome em sua infância. Estudou em duas escolas privadas para garotos: na Sussex House School, situada no Cadogan Square de Chelsea, e na City of London School, localizada na margem norte do Rio Tâmisa no distrito financeiro de Londres (conhecido como a Cidade de Londres). Frequentar a escola se tornou algo difícil para Radcliffe depois do lançamento do primeiro filme de Harry Potter, com alguns colegas se tornando hostis, embora ele diga que eram apenas pessoas tentando "caçoar da criança que fazia Harry Potter", e não que o invejavam.
Assim que sua carreira começou a consumir grande parte de seu tempo, Radcliffe continuou sua educação por meio de professores particulares. Ele admite que não era um bom aluno e se considerava inútil, achando tudo relacionado a escola "muito difícil." Ele obteve notas A nos três A-levels que realizou em 2006, porém decidiu fazer uma pausa na educação e não ir a nenhuma faculdade ou universidade. Parte de sua decisão se deve ao fato de que ele já sabia que queria atuar e escrever, e que seria difícil ter uma experiência comum na faculdade. "Os paparazzi amariam isso," contou à revista Details. "Se alguma festa estivesse rolando, eles seriam avisados sobre o local."

## Carreira

### 2000-2011: SérieHarry Potter

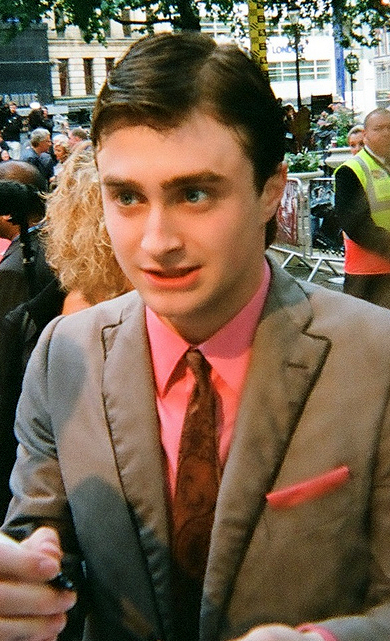
Radcliffe na estreia de Harry Potter e o Enigma do Príncipe, em julho de 2009.

Em 1999, foi iniciada a escalação para Harry Potter e a Pedra Filosofal, a adaptação cinematográfica do romance homônimo da escritora britânica J.K. Rowling. No ano seguinte, o produtor David Heyman convidou Radcliffe a participar das audições para o papel de Harry Potter. Rowling estava procurando por um ator britânico desconhecido para personificar o personagem, e Chris Columbus, o diretor do filme, lembra de ter pensado, "É isso que quero. Esse é Harry Potter", depois de ter visto um vídeo do ator em David Copperfield. Oito meses mais tarde, depois de ter passado por oito audições, Radcliffe obteve, junto com Emma Watson e Rupert Grint, os papéis de Harry Potter, Hermione Granger e Rony Weasley, respectivamente. Rowling também aprovou a seleção, dizendo, "Acho que Chris Columbus não poderia achar um Harry melhor." Os pais de Radcliffe recusaram a oferta de primeira, assim que souberam que envolveria seis filmes filmados em Los Angeles. A Warner Bros. ofereceu então um contrato de dois filmes com as filmagens acontecendo no Reino Unido; Radcliffe não tinha certeza se gravaria mais do que isso.
O lançamento de Harry Potter e a Pedra Filosofal ocorreu em novembro de 2001. O filme quebrou os recordes de maior bilheteria em um dia de estreia (31,6 milhões de dólares) e de maior bilheteria em um final de semana (93,5 milhões de dólares) nos Estados Unidos, e foi o filme de maior bilheteria mundial do ano, com arrecadação total de 974,8 milhões de dólares. Radcliffe recebeu um salário com uma quantia de sete dígitos pelo papel principal, mas afirmou que o cachê "não era tão importante" para ele; seus pais decidiram investir o dinheiro pelo garoto. O filme foi altamente popular e recebido com críticas positivas. A crítica elogiou a atuação de Radcliffe: "Radcliffe é a encarnação da imaginação de todos os leitores. É maravilhoso ver que um jovem herói estudioso e cheio de curiosidade se conecta com emoções muito reais, da inteligência solene e do prazer da descoberta para o profundo desejo de ter uma família," escreveu Bob Graham da San Francisco Chronicle.

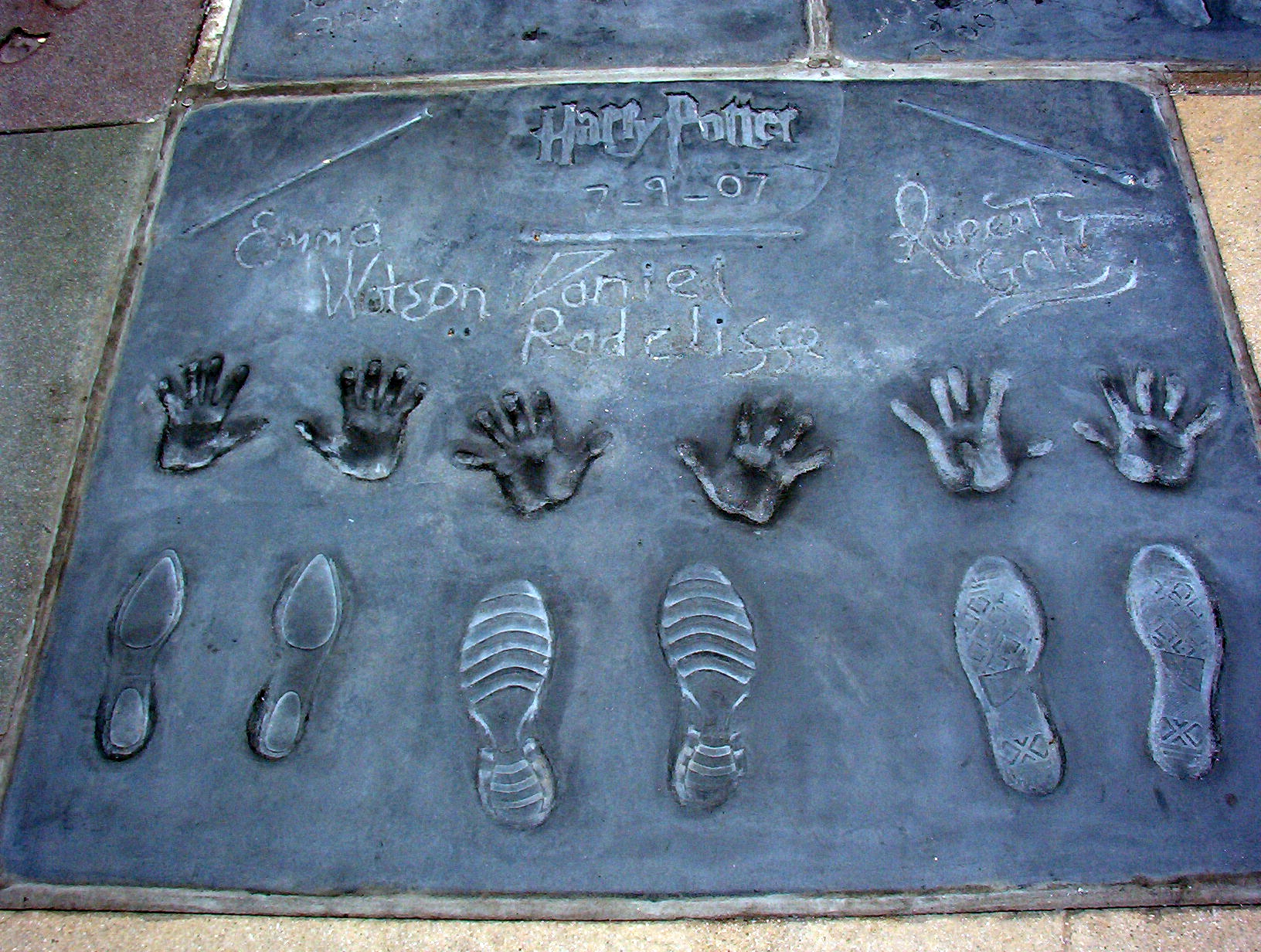
As mãos, os pés e as varinhas de Watson (esquerda), Radcliffe (centro) e Grint (direita), impressos na calçada do Grauman's Chinese Theatre.

Um ano depois, Radcliffe estrelou em Harry Potter e a Câmara Secreta, o segundo filme da série. Mais uma vez, os críticos elogiaram a atuação dos três protagonistas, porém dividiram opiniões sobre o filme como um todo. Stephen Hunter, do The Washington Post, descreveu sua performance como "impressionante". Por sua atuação, Radcliffe conquistou um Otto Awards da revista alemã Bravo. Em 2004, o terceiro longa da série, Harry Potter e o Prisioneiro de Azkaban, foi lançado. A performance de Radcliffe não foi tão apreciada pelo jornalista do The New York Times, A. O. Scott, que escreveu que Watson teve que "carregá-lo com sua atuação." Harry Potter e o Cálice de Fogo teve sua estreia em 2005. Esse foi o filme da série Harry Potter que mais havia arrecadado naquela época, e Radcliffe destacou o humor como sendo uma das razões para o grande sucesso do filme.
Radcliffe atuou pela quinta vez em Harry Potter e a Ordem da Fênix (2007). Ele afirmou que o diretor David Yates e a atriz Imelda Staunton fizeram de A Ordem da Fênix o filme "mais engraçado" da série para trabalhar. Sua performance lhe rendeu diversos prêmios e indicações, incluindo o National Movie Award de 2008 por "Melhor Performance Masculina." À medida que sua fama e a da série cresciam, Radcliffe, Grint e Watson tiveram as mãos, os pés e as varinhas impressos na calçada do Grauman's Chinese Theatre em Hollywood. Apesar do sucesso do quinto filme, o futuro da franquia entrou em questão quando os três protagonistas hesitaram em assinar o contrato para participar dos dois episódios finais da série. Porém, em março de 2007, Radcliffe assinou o contrato, colocando um fim às especulações da imprensa que diziam que "ele iria largar o papel devido ao seu envolvimento em Equus", onde atuou completamente nu no palco. Em julho de 2009, o sexto longa, Harry Potter e o Enigma do Príncipe, foi lançado. Radcliffe foi indicado nas categorias de "Melhor Performance Masculina" e "Super Estrela Global" ao MTV Movie Awards de 2010.

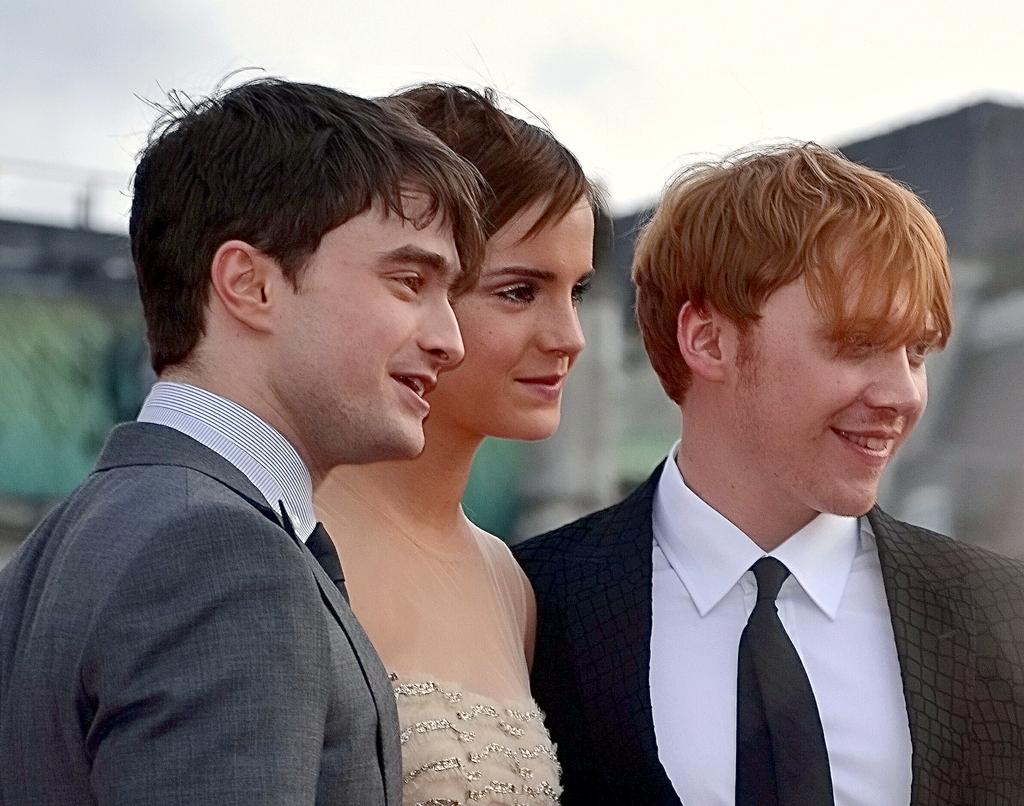
Radcliffe, Watson e Grint na estreia londrina de Harry Potter e as Relíquias da Morte - Parte 2, em julho de 2011.

Por razões financeiras e criativas, a adaptação do último livro da série foi dividida em duas partes, o que atraiu muitas criticas dos fãs da série. Radcliffe defendeu a separação, declarando que seria impossível adaptar adequadamente o último romance em um único filme. Ele adicionou que o último longa seria extremamente acelerado e com muita ação, enquanto a primeira parte seria muito mais calma, focando no desenvolvimento dos personagens. Radcliffe também disse que, se tivessem juntado as duas partes, muitas coisas importantes seriam cortadas na edição final. As filmagens das duas partes foram rodadas simultaneamente e duraram um ano, tendo o trabalho sido concluído em junho de 2010. No último dia de filmagem, assim como o resto do elenco e da equipe, Radcliffe chorou abertamente.
O episódio final, Harry Potter e as Relíquias da Morte - Parte 2, foi lançado em julho de 2011. Foi o primeiro e único filme da série a ser lançado em 3D e a atingir orçamento mundial maior que 1 bilhão de dólares. Radcliffe, junto com o filme, foi aclamado pela crítica: Ann Hornaday do The Washington Post se perguntou "Quem poderia imaginar que Radcliffe, Grint e Watson iriam se tornar ótimos atores?"; semelhantemente, Rex Reed disse: "Francamente, lamento ver [Radcliffe] ir"; enquanto Peter Travers, um crítico da Rolling Stone, comentou sobre o ator: "Muito bem, senhor." Roger Ebert deu uma crítica altamente positiva sobre filme, porém sentiu que Radcliffe, Grint e Watson foram "ofuscados pelos [atores] coadjuvantes." Radcliffe disse que ninguém nunca conseguirá separá-lo de seu personagem, e também acrescentou que está "orgulhoso em estar associado com a série de filmes para sempre."

### 2001-2009: Outros trabalhos

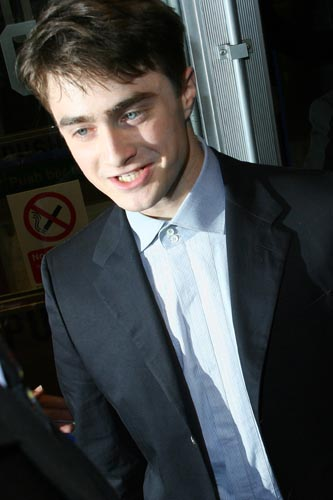
Radcliffe na estreia de Um Verão para Toda Vida, em 2007.

Radcliffe fez sua estreia no filme O Alfaiate do Panamá, um filme estadunidense de 2001 baseado no romance de espionagem de John le Carré do ano de 1996. Em 2002, ele fez sua estreia no palco em uma produção de teatro West End, The Play What I Wrote, dirigida por Kenneth Branagh – que também atuou no segundo filme de Harry Potter. Em 2007, ele participou do filme Um Verão para Toda Vida, um drama familiar australiano sobre quatro órfãos que foi filmado em 2005 e lançado nos cinemas no meio de setembro de 2007. No mesmo ano, Radcliffe co-estrelou com Carey Mulligan em My Boy Jack, um telefilme dramático transmitido no ITV no Dia da Lembrança. O filme recebeu críticas positivas, com diversos críticos elogiando a atuação de Radcliffe como um garoto de dezoito anos que desaparece durante uma guerra. Radcliffe declarou: "Para muitas pessoas da minha idade, a Primeira Guerra Mundial é somente um tópico de um livro de história. Mas eu sempre fui fascinado pelo assunto e acho que é tão relevante hoje em dia como sempre foi."
Aos 17 anos, em uma tentativa de mostrar as pessoas que estava pronto para papéis adultos, ele se apresentou em palco na peça Equus, de Peter Shaffer, que não havia sido reapresentada desde sua primeira exibição em 1973, no teatro Gielgud. Radcliffe assumiu o papel principal como Alan Strang, um cavalariço que tem uma grande obsessão por cavalos. As vendas antecipadas ultrapassaram o valor de 1,7 milhões de libras esterlinas, e o papel gerou um pré-interesse muito grande da mídia, já que Radcliffe aparece completamente nu em uma cena. Equus teve início em 27 de fevereiro de 2007 e decorreu até 9 de junho de 2007. A performance de Radcliffe lhe rendeu críticas positivas, pois os críticos ficaram impressionados com a nuance e profundidade de seu papel. Charles Spencer do The Daily Telegraph escreveu que ele "exibe um poder dramático e uma presença eletrificante de palco que marca um enorme salto para frente." Ele adicionou: "Eu nunca pensei que acharia o pequeno (mas perfeitamente formado) Radcliffe uma figura sinistra, mas como Alan Strang ... existem momentos em que ele parece genuinamente assustador em sua raiva e confusão." A produção se transferiu para a Broadway em setembro de 2008, com Radcliffe ainda no papel principal. O ator declarou que estava nervoso em refazer o papel na Broadway porque considerava a audiência estadunidense mais exigente do que a de Londres. Por conta de sua atuação, ele recebeu uma indicação ao Drama Desk Award.

### 2010-presente: ApósHarry Potter

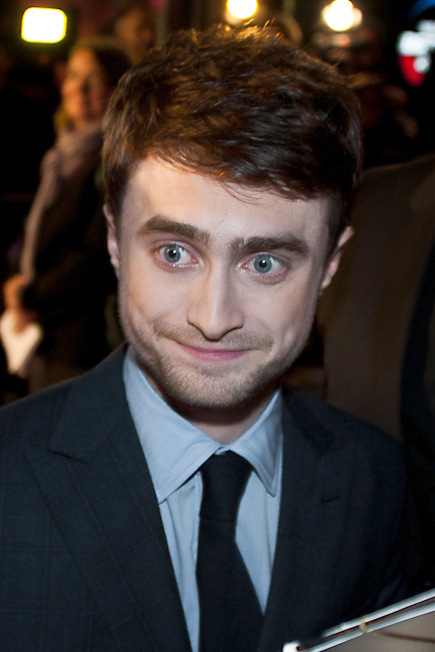
Radcliffe no Festival de Cinema de Londres exibindo Versos de um Crime, outubro de 2013

Depois de dublar um personagem em um episódio da série de animação Os Simpsons no final de 2010, Radcliffe debutou como J. Pierrepont Finch na reapresentação de How to Succeed in Business Without Really Trying da Broadway em 2011, um papel anteriormente ocupado pelos veteranos da Broadway Robert Morse e Matthew Broderick. O elenco da peça também inclui John Larroquette, Rose Hemingway e Mary Faber. O ator e a produção receberam críticas favoráveis, com o USA Today comentando: "Radcliffe ultimamente faz sucesso não por ofuscar seus colegas de elenco, mas por trabalhar em consciente harmonia com eles." A performance de Radcliffe lhe rendeu indicações ao Drama Desk Award, Drama League Award e Outer Critics Circle Award. A produção em si recebeu nove indicações ao Tony Award. Radcliffe deixou a peça no primeiro dia do ano de 2012.
Seu primeiro trabalho pós-Harry Potter foi o filme de terror de 2012 A Mulher de Preto, adaptação do romance homônimo de 1983 de Susan Hill. O filme foi lançado no dia 3 de fevereiro de 2013 nos Estados Unidos e no Canadá, 10 de fevereiro no Reino Unido, e 14 dias depois no Brasil. Radcliffe retrata Arthur Kipps, um homem enviado para lidar com os negócios legais de uma mulher misteriosa que havia acabado de morrer, e depois começa a vivenciar acontecimentos estranhos e assombrações de um fantasma de uma mulher vestida de preto. Ele disse que estava "incrivelmente ansioso" em fazer parte do filme e descreveu o roteiro como "lindamente escrito".
Em 2013, ele retratou o poeta estadunidense Allen Ginsberg no filme de drama biográfico Versos de um Crime, dirigido por John Krokidas. Érico Borgo, do site Omelete, diz que "Versos de um Crime é uma das suas melhores atuações até aqui, talvez a melhor", e justifica "exige enorme desapego (Ginsberg era gay e há cenas de sexo e nudez) e uma gama de habilidades que ele não havia demonstrado em sua fase blockbuster." Ele também estrelou na comédia dramática irlandesa-canadense Será Que?, dirigida por Michael Dowseand e escrito por Elan Mastai, baseado no livro de TJ Dawe e Michael Rinaldi, Toothpaste and Cigars, e depois atuou em um filme de fantasia e terror estadunidense dirigido por Alexandre Aja, Amaldiçoado. Ambos os filmes foram lançados no Festival Internacional de Cinema de Toronto de 2013.
Radcliffe também atuou no Noël Coward Theatre, reapresentando a peça teatral de humor negro The Cripple of Inishmaan, do cineasta Martin McDonagh, como Billy Claven, o personagem principal, por qual ganhou o WhatsOnStage Award por Melhor Ator em uma Peça. Em 2015, Radcliffe estrelou como Igor Straussman no filme fictício de terror Victor Frankenstein, dirigido por Paul McGuigan e escrito por Max Landis, que foi baseado nas adaptações contemporâneas do romance de 1818, Frankenstein, da autora britânica Mary Shelley. Ele também interpretou Sam House, um dos fundadores da Rockstar Games, no drama biográfico The Gamechangers.
Em 2016, Radcliffe retratou Manny, um cadáver falante, no filme de comédia dramática Um Cadáver Para Sobreviver. No mesmo ano, estrelou no suspense Truque de Mestre 2: O Segundo Ato como Walter Mabry, ironicamente interpretando um prodígio tecnológico que odeia mágica. Atuou em uma peça teatral off-Broadway documentária no The Public Theater, chamada Privacy, interpretando o papel do Escritor. O ator também interpretou Nate Foster no suspense Imperium, um agente idealista do FBI que se disfarça para encontrar e deter um grupo estadunidense de neonazistas, que creem na supremacia branca.
Está previsto que Radcliffe interpretará Jake Adelstein em Tokyo Vice. Em novembro de 2015, ele se juntou ao elenco do terceiro filme de Shane Carruth, The Modern Ocean, junto com Anne Hathaway, Keanu Reeves, Tom Holland, Chloë Grace Moretz, Asa Butterfield, Jeff Goldblum e Abraham Attah.

## Vida pessoal
Em 2008, Radcliffe revelou que sofre de dispraxia, um distúrbio cerebral que afeta levemente sua coordenação motora e seu processo de aprendizagem. A doença às vezes o impede de realizar atividades simples, como amarrar os sapatos ou escrever direito. “Eu tive uma fase dura na escola, a ponto de errar tudo, de não ter talento," Radcliffe comentou. Em agosto de 2010, ele parou de consumir bebidas alcoólicas depois de perceber que estava se tornando um dependente delas.
Em novembro de 2007, Radcliffe publicou diversos poemas sob o nome de Jacob Gershon – uma junção de seu nome do meio e do sobrenome judaico de solteira de sua mãe – na Rubbish, uma revista de moda. Radcliffe tem uma amizade muito próxima com as co-estrelas de Harry Potter, Tom Felton e Emma Watson, e tem uma forte ligação com sua família, que diz serem a razão de se manter são e de continuar.
Foi relatado que o ator ganhou 1 milhão de libras pelo primeiro filme de Harry Potter e aproximadamente 15 milhões pelo sexto. Radcliffe entrou na Lista dos Ricos do Jornal Sunday Times em 2006, com a fortuna estimada em £ 14 milhões, tornando-se um dos jovens mais ricos do Reino Unido. Em março de 2009, ele entrou na primeira colocação da lista de "Jovens Estrelas Mais Valiosas" da Forbes, e em abril, o The Daily Telegraph avaliou seu patrimônio líquido em £ 30 milhões, fazendo dele o 12º jovem mais rico do Reino Unido. Radcliffe foi considerado como o adolescente mais rico da Inglaterra naquele ano. Em fevereiro de 2010, ele foi nomeado como o sexto ator masculino mais bem pago de Hollywood e colocado na quinta colocação da lista da revista Forbes de atores mais rentáveis, com uma receita cinematográfica de 780 milhões de dólares, devido principalmente a Harry Potter e as Relíquias da Morte - Parte 1, que havia sido lançado naquele ano.
Radcliffe tem um apartamento no bairro de SoHo, em Lower Manhattan, Nova Iorque. Desde outubro de 2012, Radcliffe começou a namorar a atriz estadunidense Erin Darke, que conheceu no set de Versos de um Crime. Havia rumores e história de um possível casamento no meio de 2014, porém o pai de Darke, Ian Darke, negou que houvesse tais planos em dezembro de 2014. Em março de 2017, foi relatado por meio do tabloide estadunidense Star que Radcliffe pediu a namorada em casamento.

## Perspectivas

### Política
Radcliffe apoia o Partido Trabalhista. Desde 2012, o ator apoia publicamente o Partido Liberal Democratas, e antes das eleições gerais de 2010, defendia Nick Clegg, líder do partido. Porém, em 2012, Radcliffe mudou sua lealdade para o Trabalhista, citando frustração com o desenvolvimento de Nick Clegg e do Partido Liberal Democratas no governo, e aprovando o líder Trabalhista, Ed Miliband. Em setembro de 2015, ele defendeu Jeremy Corbyn na eleição pela liderança do partido de 2015 para suceder Miliband. Ele apoia a república britânica. Aos dezesseis anos, Radcliffe se tornou a pessoa mais jovem (que não faz parte da realeza) a ter um retrato individual no National Portrait Gallery (NPG). No dia 13 de abril de 2006, seu retrato, desenhado por Stuart Pearson Wright, foi inaugurado como parte de uma nova exibição no Royal National Theatre, e depois movido para o National Portrait Gallery, onde reside atualmente.
Radcliffe, junto de outras celebridades como Steve Wozniak, Maggie Gyllenhaal e Susan Sarandon, apoiaram a campanha "Perdoe Edward Snowden", que instava o presidente Barack Obama a perdoar Edward Snowden por ter divulgado uma série de documentos que tornaram conhecidos os programas de vigilância maciça e ilegal. Snowden foi acusado de traição aos Estados Unidos, e chamado de herói pela Anistia Internacional, que também apoiava a campanha. O ex-presidente se recusou a perdoá-lo. Radcliffe e o Snowden se encontraram na peça de teatro Privacy, em 2016.
Em setembro de 2016, Radcliffe declarou que achava que o voto a favor da saída do Reino Unido da União Europeia era "realmente perturbador e terrível", "[O voto da União Europeia] transformou o racismo em uma ideologia política legítima, mas está acontecendo em todo o mundo no momento." Ele acrescenta: "Algo aconteceu com Brexit e com Trump, as pessoas agora podem ouvir essas opiniões [de que patriotismo está ligado ao racismo] na TV e acreditam que é uma maneira legítima de pensar sobre as pessoas." Na mesma entrevista, o ator declara ser patriota, e diz que "isso não tem nada a ver com a ideia de querer a separação da União Europeia."
Radcliffe declarou que sente orgulho em ter participado da eleição presidencial nos Estados Unidos em 2008 e manifestou seu apoio pelo presidente eleito Barack Obama.

### Religião
Apesar de ser nascido judeu, em uma entrevista de 2012, Radcliffe declarou: "Nunca houve fé religiosa em casa. Penso em mim como sendo judeu e irlandês, apesar do fato de ser inglês." Ele também afirmou: "Nós éramos péssimos judeus. Eu cresci com árvores de Natal. Comemos bacon", mas que se orgulha muito em ser.
Radcliffe também foi citado como dizendo: "Eu sou ateu, e um ateu militante quando religião começa a impactar na legislação", porém, em outra entrevista, ele disse, "Estou muito tranquilo em ser ateu. Eu não prego meu ateísmo, mas tenho um grande respeito por pessoas que sim, como Richard Dawkins. Qualquer coisa que ele faça na televisão, eu vou assistir". Em uma entrevista de 2019, Radcliffe se descreveu como um "agnóstico inclinado para o ateísmo".

### Imprensa
O ator sempre teve uma relação respeitosa e cordial com a imprensa, mesmo que os paparazzi e o abuso jornalístico o incomodem. Diego Lerer, do jornal argentino Diario Clarín, escreveu: "Enquanto Emma Watson é tímida e correta e Rupert Grint é calado, irônico e está geralmente distante, Daniel é um tagarela. Não para de falar, de se mover e de fazer gestos."
Durante o ano de 2005, a imprensa inglesa começou a repercutir rumores de um possível namoro entre Radcliffe (até então tinha dezesseis anos) e Amy Byrne, uma cabeleireira sete anos mais velha que ele. Porém, tanto Radcliffe quanto seu agente negaram os rumores, e ele acrescentou que não tinha "tempo suficiente para manter uma relação estável." Em 2007, surgiram especulações de que Radcliffe estava namorando a atriz Laura O’Toole, sua colega de elenco na peça Equus. A atriz substituía Joanna Christie no papel de Jill Mason. Segundo a imprensa, o casal se separou no início de 2008, porém Radcliffe desmente e admite o namoro publicamente somente em 2009.

## Filantropia

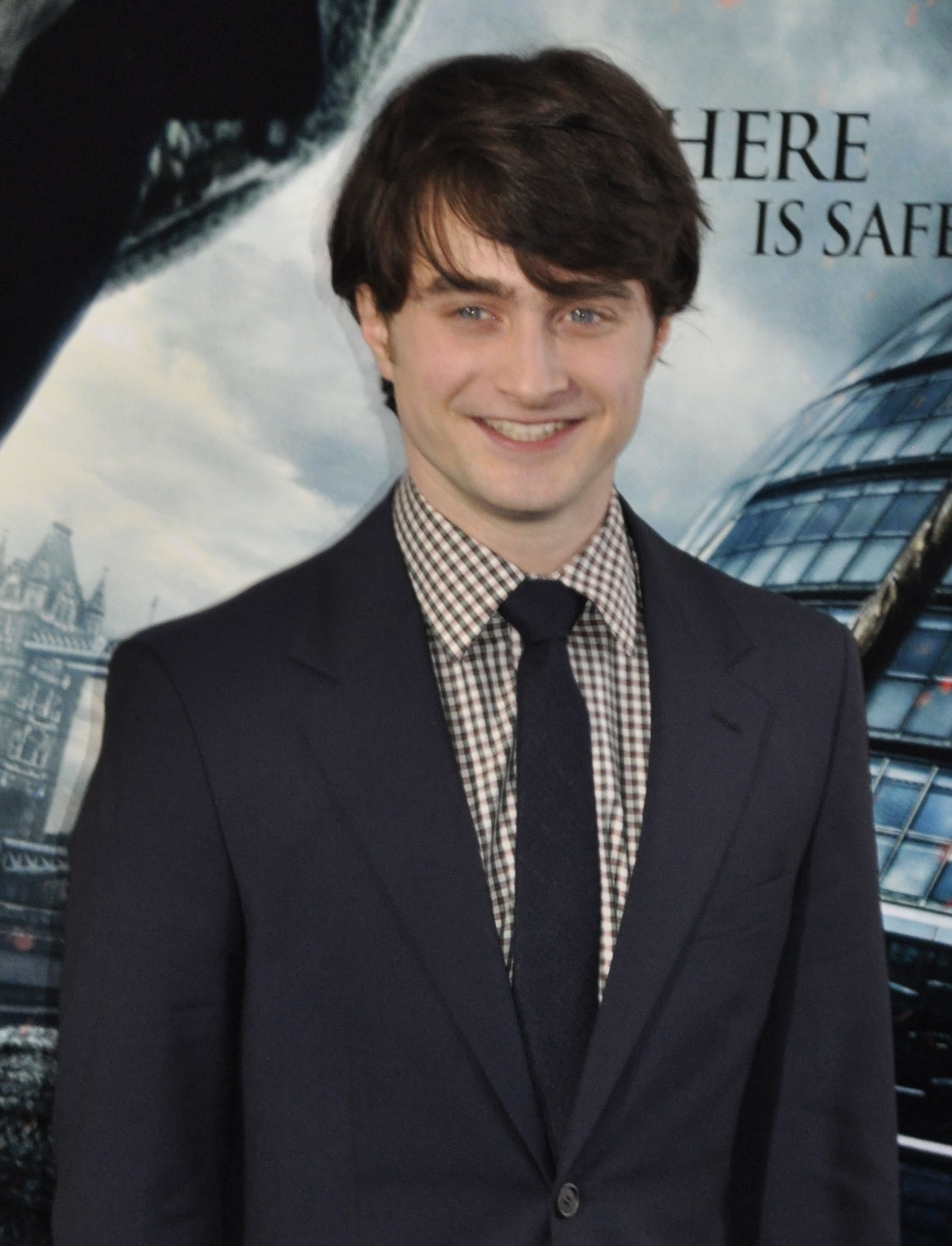
Radcliffe no lançamento de Harry Potter e as Relíquias da Morte - Parte 1 em Nova Iorque, novembro de 2010.

Radcliffe colaborou com diversas causas e instituições de caridade ao longo de sua carreira. Sobre a homofobia, o ator começou a filmar anúncios de serviço público em 2009 para o The Trevor Project, promovendo a conscientização da prevenção dos casos de suicídios de adolescentes homossexuais. Ele conheceu a organização enquanto trabalhava na peça Equus, na Broadway, em 2008 e vem contribuindo-a financeiramente. "Eu sempre odiei qualquer pessoa intolerante em relação a homens gays, mulheres lésbicas ou bissexuais. E agora estou uma posição financeiramente positiva onde consigo realmente ajudar ou fazer alguma coisa sobre isso," disse em 2010. Na mesma entrevista, ele falou sobre a importância de figuras públicas lutando por direitos iguais. Radcliffe considera seu envolvimento em projetos sociais como uma das coisas mais importantes de sua carreira e, por suas contribuições, recebeu o "Hero Award" em 2011.
Radcliffe colaborou com a mostra "Respectacles Project", um dos eventos que lembraram o Dia Nacional do Holocausto, em 27 de janeiro de 2008. O ator doou os primeiros óculos que usou quando criança para a exposição que lembrará as vítimas do Holocausto com uma montanha de lentes.
Radcliffe produziu a "Cama-Cubo" (um cubo feito de oito menores que podem se transformar em uma cama, espreguiçadeira ou cadeira) e doou diretamente todos os lucros das vendas para sua instituição de caridade preferida, a Demelza House Children's Hospice em Sittingbourne, Kent. Radcliffe estimulou seus fãs a fazerem doações ao programa de caridade Candle for Care, em vez de lhe dar presentes de Natal. Durante uma apresentação da peça Equus na Broadway, ele leiloou um par de calças jeans e outros itens usados para ajudar a Broadway Cares/Equity Fights AIDS, baseada em Nova Iorque. Ele também doou dinheiro para a Get Connected UK, uma linha telefônica de apoio nacional confidencial e gratuita, com sede em Londres, para jovens problemáticos.

## Filmografia

### Cinema
| Ano  | Filme                                              | Personagem        | Diretor(es)                    | Ref.    |
| ---- | -------------------------------------------------- | ----------------- | ------------------------------ | ------- |
| 2001 | O Alfaiate do Panamá                               | Mark Pendel       | John Boorman                   | [ 165 ] |
| 2001 | Harry Potter and the Philosopher's Stone           | Harry Potter      | Chris Columbus                 | [ 166 ] |
| 2002 | Harry Potter and the Chamber of Secrets            | Harry Potter      | Chris Columbus                 | [ 167 ] |
| 2004 | Harry Potter and the Prisoner of Azkaban           | Harry Potter      | Alfonso Cuarón                 | [ 168 ] |
| 2005 | Harry Potter and the Goblet of Fire                | Harry Potter      | Mike Newell                    | [ 169 ] |
| 2007 | Um Verão para Toda Vida                            | Maps              | Rod Hardy                      | [ 170 ] |
| 2007 | Harry Potter and the Order of the Phoenix          | Harry Potter      | David Yates                    | [ 171 ] |
| 2009 | Harry Potter and the Half-Blood Prince             | Harry Potter      | David Yates                    | [ 172 ] |
| 2010 | Harry Potter and the Deathly Hallows – Part 1      | Harry Potter      | David Yates                    | [ 173 ] |
| 2011 | Harry Potter and the Deathly Hallows – Part 2      | Harry Potter      | David Yates                    | [ 174 ] |
| 2012 | A Mulher de Preto                                  | Arthur Kipps      | James Watkins                  | [ 175 ] |
| 2013 | Versos de um Crime                                 | Allen Ginsberg    | John Krokidas                  | [ 176 ] |
| 2013 | Será Que?                                          | Wallace           | Michael Dowse                  | [ 177 ] |
| 2013 | Amaldiçoado                                        | Ig Perrish        | Alexandre Aja                  | [ 178 ] |
| 2015 | Descompensada                                      | Passeador de cães | Judd Apatow                    | [ 179 ] |
| 2015 | Victor Frankenstein                                | Igor Straussman   | Paul McGuigan                  | [ 180 ] |
| 2016 | Um Cadáver Para Sobreviver                         | Manny             | Daniel Scheinert e Daniel Kwan | [ 181 ] |
| 2016 | Truque de Mestre 2: O Segundo Ato                  | Walter Mabry      | Jon M. Chu                     | [ 182 ] |
| 2016 | Imperium                                           | Nate Foster       | Daniel Ragussis                | [ 183 ] |
| 2017 | Lost in London                                     | Ele mesmo         | Woody Harrelson                | [ 184 ] |
| 2017 | Na Selva                                           | Yossi Ghinsberg   | Greg Mclean                    | [ 185 ] |
| 2018 | Beast of Burden                                    | Sean Haggerty     | Jesper Ganslandt               | [ 186 ] |
| 2019 | Playmobil: O Filme                                 | Rex Dasher (voz)  | Lino DiSalvo                   | [ 187 ] |
| 2019 | Guns Akimbo                                        | Miles             | Jason Lei Howden               | [ 188 ] |
| 2020 | Escape from Pretoria                               | Tim Jenkin        | Francis Annan                  | [ 189 ] |
| 2020 | Unbreakable Kimmy Schimdt : Kimmy vs. The Reverend | Frederick         | Tina Fey                       |         |

### Televisão
| Ano  | Título                                            | Personagem                     | Notas                                                 | Ref.    |
| ---- | ------------------------------------------------- | ------------------------------ | ----------------------------------------------------- | ------- |
| 1999 | David Copperfield                                 | David Copperfield jovem        | Telefilme                                             | [ 190 ] |
| 2005 | Foley and McColl: This Way Up                     | Guarda de trânsito / Ele mesmo |                                                       | [ 191 ] |
| 2006 | Extras                                            | Ele mesmo                      | Episódio: "Daniel Radcliffe"                          | [ 190 ] |
| 2007 | Meu Filho Jack                                    | John Kipling                   | Telefilme                                             | [ 190 ] |
| 2010 | Os Simpsons                                       | Edmund                         | Episódio: "A Casa dos Horrores XXI"                   | [ 190 ] |
| 2010 | QI                                                | Ele mesmo                      | Episódio: "Hocus-Pocus" (convidado)                   | [ 192 ] |
| 2012 | Saturday Night Live                               | Ele mesmo / Vários             | Episódio: "Daniel Radcliffe/Lana Del Rey" (anfitrião) | [ 193 ] |
| 2012 | Frango Robô                                       | Mullet Kid / Thomas            | Episódio: "Hemlock Gin and Juice" (voz)               | [ 190 ] |
| 2012 | Have I Got News for You                           | Ele mesmo                      | Episódio: "44x10" (convidado)                         | [ 194 ] |
| 2013 | Diário de um Jovem Médico                         | Dr. Vladimir Bomgard (Jovem)   | Papel principal; minissérie                           | [ 190 ] |
| 2014 | Os Simpsons                                       | Diggs                          | Episódio: "Diggs" (voz)                               | [ 190 ] |
| 2015 | Have I Got News for You                           | Ele mesmo                      | Episódio: "49x01" (convidado)                         | [ 195 ] |
| 2015 | BoJack Horseman                                   | Ele mesmo                      | Episódio: "Let's Find Out" (voz)                      | [ 190 ] |
| 2015 | Only Connect                                      | Ele mesmo                      | Creditado como o escritor da pergunta adicional       | [ 196 ] |
| 2015 | The Gamechangers                                  | Sam Houser                     | Telefilme                                             | [ 197 ] |
| 2018 | Os Simpsons                                       | Ele mesmo (voz)                | Episódio: "No Good Read Goes Unpunished"              | [ 198 ] |
| 2019 | 2 Dope Queens                                     | Ele mesmo                      | Episódio "Nostalgia"                                  | [ 199 ] |
| 2019 | Miracle Workers                                   | Craig                          | Personagem principal                                  | [ 200 ] |
| 2022 | Harry Potter 20th Anniversary: Return to Hogwarts | Ele mesmo                      | Reunião Especial                                      | [ 201 ] |

### Vídeos musicais
| Ano  | Título    | Personagem           | Artista(s) | Ref.    |
| ---- | --------- | -------------------- | ---------- | ------- |
| 2012 | Beginners | Personagem principal | Slow Club  | [ 202 ] |

## Teatro
| Ano       | Produção                                         | Personagem          | Teatro                | Ref.    |
| --------- | ------------------------------------------------ | ------------------- | --------------------- | ------- |
| 2002      | The Play What I Wrote                            | Convidado           | Wyndham's Theatre     | [ 203 ] |
| 2007      | Equus                                            | Alan Strang         | Gielgud Theatre       | [ 204 ] |
| 2008-2009 | Equus                                            | Alan Strang         | Broadhurst Theatre    | [ 205 ] |
| 2011-2011 | How to Succeed in Business Without Really Trying | J. Pierrepont Finch | Al Hirschfeld Theatre | [ 206 ] |
| 2013      | The Cripple of Inishmaan                         | Billy Claven        | Noël Coward Theatre   | [ 207 ] |
| 2014      | The Cripple of Inishmaan                         | Billy Claven        | Cort Theatre          | [ 208 ] |
| 2016      | Privacy                                          | O Escritor          | The Public Theater    | [ 209 ] |
| 2017      | Rosencrantz and Guildenstern Are Dead            | Rosencrantz         | Old Vic               | [ 210 ] |

## Prêmios e indicações
| Ano  | Premiação                                  | Categoria                                                     | Obra                                             | Resultado | Ref.    |
| ---- | ------------------------------------------ | ------------------------------------------------------------- | ------------------------------------------------ | --------- | ------- |
| 2001 | Broadcast Film Critics Association         | Melhor Atuação Juvenil                                        | Harry Potter e a Pedra Filosofal                 | Indicado  | [ 211 ] |
| 2001 | Hollywood Women's Press Club               | Descoberta Jovem Masculina do Ano                             | Harry Potter e a Pedra Filosofal                 | Vencedor  | [ 212 ] |
| 2001 | MTV Movie Awards                           | Melhor Revelação                                              | Harry Potter e a Pedra Filosofal                 | Indicado  | [ 213 ] |
| 2001 | Young Artist Awards                        | Melhor Grupo em um Longa-Metragem (com o elenco do filme)     | Harry Potter e a Pedra Filosofal                 | Indicados | [ 214 ] |
| 2001 | Teen Choice Awards                         | Melhor Performance Masculina                                  | Harry Potter e a Pedra Filosofal                 | Vencedor  | [ 215 ] |
| 2001 | Golden Apple Awards                        | Descoberta Jovem do Ano                                       | Harry Potter e a Pedra Filosofal                 | Vencedor  | [ 216 ] |
| 2002 | Prêmio Saturno                             | Melhor Atuação Juvenil                                        | Harry Potter e a Pedra Filosofal                 | Indicado  | [ 217 ] |
| 2002 | Broadcast Film Critics Association         | Melhor Atuação Juvenil                                        | Harry Potter e a Pedra Filosofal                 | Indicado  | [ 218 ] |
| 2002 | Empire Awards                              | Melhor Estreia (com Emma Watson e Rupert Grint)               | Harry Potter e a Pedra Filosofal                 | Indicados | [ 219 ] |
| 2002 | Phoenix Film Critics Society Awards        | Melhor Novato                                                 | Harry Potter e a Pedra Filosofal                 | Indicado  | [ 220 ] |
| 2003 | Prêmio Saturno                             | Melhor Atuação Juvenil                                        | Harry Potter e a Câmara Secreta                  | Indicado  | [ 221 ] |
| 2003 | Phoenix Film Critics Society Awards        | Melhor Elenco (com o elenco do filme)                         | Harry Potter e a Câmara Secreta                  | Indicado  | [ 222 ] |
| 2005 | Broadcast Film Critics Association         | Melhor Atuação Juvenil                                        | Harry Potter e o Prisioneiro de Azkaban          | Indicado  | [ 223 ] |
| 2005 | Prêmio Saturno                             | Melhor Atuação Juvenil                                        | Harry Potter e o Prisioneiro de Azkaban          | Indicado  | [ 224 ] |
| 2006 | Broadcast Film Critics Association         | Melhor Atuação Juvenil                                        | Harry Potter e o Cálice de Fogo                  | Indicado  | [ 225 ] |
| 2006 | Prêmio Saturno                             | Melhor Atuação Juvenil                                        | Harry Potter e o Cálice de Fogo                  | Indicado  | [ 226 ] |
| 2006 | Empire Outstanding Contribution to British | Melhor Ator                                                   | Harry Potter e o Cálice de Fogo                  | Vencedor  | [ 227 ] |
| 2006 | MTV Movie Awards                           | Melhor Herói                                                  | Harry Potter e o Cálice de Fogo                  | Indicado  | [ 228 ] |
| 2006 | MTV Movie Awards                           | Melhor Time                                                   | Harry Potter e o Cálice de Fogo                  | Indicado  | [ 228 ] |
| 2007 | National Movie Award                       | Melhor Performance Masculina                                  | Harry Potter e a Ordem da Fênix                  | Vencedor  | [ 43 ]  |
| 2008 | Empire Awards                              | Melhor Ator                                                   | Harry Potter e a Ordem da Fênix                  | Indicado  | [ 229 ] |
| 2008 | MTV Movie Awards                           | Melhor Beijo (com Katie Leung)                                | Harry Potter e a Ordem da Fênix                  | Indicado  | [ 230 ] |
| 2008 | Prêmio Saturno                             | Melhor Atuação Juvenil                                        | Harry Potter e a Ordem da Fênix                  | Indicado  | [ 231 ] |
| 2009 | Broadway.com Audience Award                | Melhor Ator de uma Peça da Broadway                           | Equus                                            | Vencedor  | [ 232 ] |
| 2009 | Broadway.com Audience Award                | Revelação Favorita                                            | Equus                                            | Vencedor  | [ 232 ] |
| 2009 | Drama Desk Award                           | Melhor Ator em uma Peça                                       | Equus                                            | Indicado  | [ 74 ]  |
| 2009 | Drama League Awards                        | Performance Mais Marcante                                     | Equus                                            | Indicado  | [ 233 ] |
| 2010 | J-14's Teen Icon Awards                    | Estrela icônica                                               | -                                                | Indicado  | [ 234 ] |
| 2010 | National Movie Awards                      | Performance do Ano                                            | Harry Potter e o Enigma do Príncipe              | Indicado  | [ 235 ] |
| 2010 | People's Choice Awards                     | Melhor Time (com Emma Watson e Rupert Grint)                  | Harry Potter e o Enigma do Príncipe              | Indicado  | [ 236 ] |
| 2010 | MTV Movie Awards                           | Melhor Performance Masculina                                  | Harry Potter e o Enigma do Príncipe              | Indicado  | [ 46 ]  |
| 2010 | MTV Movie Awards                           | Super Estrela Global                                          | Harry Potter e as Relíquias da Morte - Parte 1   | Indicado  | [ 46 ]  |
| 2011 | Broadway.com Audience Award                | Ator Favorito de uma Peça da Broadway                         | How to Succeed in Business Without Really Trying | Vencedor  | [ 237 ] |
| 2011 | Broadway.com Audience Award                | Par favorito (com John Larroquette)                           | How to Succeed in Business Without Really Trying | Vencedor  | [ 237 ] |
| 2011 | Outer Critics Circle Award                 | Melhor Ator de Musical                                        | How to Succeed in Business Without Really Trying | Indicado  | [ 80 ]  |
| 2011 | Drama League Awards                        | Performance Notável                                           | How to Succeed in Business Without Really Trying | Indicado  | [ 81 ]  |
| 2011 | Drama Desk Award                           | Melhor Ator de Musical                                        | How to Succeed in Business Without Really Trying | Indicado  | [ 82 ]  |
| 2011 | Do Something Awards                        | Estrela Cinematográfica                                       | -                                                | Indicado  | [ 238 ] |
| 2011 | MTV Movie Awards                           | Melhor Beijo (com Emma Watson)                                | Harry Potter e as Relíquias da Morte - Parte 1   | Indicado  | [ 239 ] |
| 2011 | MTV Movie Awards                           | Melhor Briga (com Rupert Grint e Emma Watson)                 | Harry Potter e as Relíquias da Morte - Parte 1   | Indicado  | [ 239 ] |
| 2011 | MTV Movie Awards                           | Melhor Performance Masculina                                  | Harry Potter e as Relíquias da Morte - Parte 1   | Indicado  | [ 239 ] |
| 2011 | Teen Choice Awards                         | Melhor Ator em Filme, Sci-Fi/Fantasy                          | Harry Potter e as Relíquias da Morte - Parte 1   | Indicado  | [ 240 ] |
| 2011 | Teen Choice Awards                         | Beijo na Boca (com Emma Watson)                               | Harry Potter e as Relíquias da Morte - Parte 1   | Vencedor  | [ 240 ] |
| 2011 | Teen Choice Awards                         | Melhor Ator                                                   | Harry Potter e as Relíquias da Morte - Parte 2   | Vencedor  | [ 240 ] |
| 2011 | Scream Awards                              | Melhor Ator de Fantasia                                       | Harry Potter e as Relíquias da Morte - Parte 2   | Vencedor  | [ 241 ] |
| 2011 | Scream Awards                              | Melhor Elenco (com o elenco do filme)                         | Harry Potter e as Relíquias da Morte - Parte 2   | Indicado  | [ 242 ] |
| 2012 | People's Choice Awards                     | Elenco Favorito (com o elenco do filme)                       | Harry Potter e as Relíquias da Morte - Parte 2   | Vencedor  | [ 243 ] |
| 2012 | People's Choice Awards                     | Ator Favorito                                                 | Harry Potter e as Relíquias da Morte - Parte 2   | Indicado  | [ 243 ] |
| 2012 | People's Choice Awards                     | Estrela Favorita Abaixo dos 25 Anos                           | Harry Potter e as Relíquias da Morte - Parte 2   | Indicado  | [ 243 ] |
| 2012 | Nickelodeon Kids' Choice Awards            | Ator Favorito                                                 | Harry Potter e as Relíquias da Morte - Parte 2   | Indicado  | [ 244 ] |
| 2012 | MTV Movie Awards                           | Melhor Performance Masculina                                  | Harry Potter e as Relíquias da Morte - Parte 2   | Indicado  | [ 245 ] |
| 2012 | MTV Movie Awards                           | Melhor Elenco (com Emma Watson, Rupert Grint e Tom Felton)    | Harry Potter e as Relíquias da Morte - Parte 2   | Vencedor  | [ 246 ] |
| 2012 | MTV Movie Awards                           | Melhor Herói                                                  | Harry Potter e as Relíquias da Morte - Parte 2   | Vencedor  | [ 246 ] |
| 2012 | Grammy Award                               | Melhor Álbum de Teatro Musical (com John Larroquette)         | How to Succeed in Business Without Really Trying | Indicado  | [ 247 ] |
| 2013 | Empire Awards                              | Melhor Ator em uma Peça                                       | Equus                                            | Vencedor  | [ 235 ] |
| 2013 | Glamour Awards                             | Homem do Ano                                                  | -                                                | Vencedor  | [ 248 ] |
| 2013 | Jameson Empire Awards                      | Herói Empire                                                  | -                                                | Vencedor  | [ 249 ] |
| 2014 | Drama Desk Awards                          | Melhor Ator em uma Peça                                       | The Cripple of Inishmaan                         | Indicado  | [ 250 ] |
| 2016 | NME Awards                                 | Melhor Ator                                                   | Harry Potter e as Relíquias da Morte - Parte 2   | Indicado  | [ 251 ] |
| 2023 | Critics' Choice Television Awards          | Melhor Ator em Série Limitada ou Filme Feito para a Televisão | Weird: The Al Yankovic Story                     | Vencedor  | [ 252 ] |
| 2023 | Emmy Award                                 | Melhor ator em minissérie ou telefilme                        | Weird: The Al Yankovic Story                     | Indicado  | [ 253 ] |
| 2024 | Tony Award                                 | Melhor ator coadjuvante em musical                            | Merrily We Roll Along                            | Vencedor  | [ 254 ] |